# Svenn Eske Kristensen
Svenn Eske Kristensen (1. april 1905 i Thisted – 18. januar 2000) var en dansk arkitekt og kongelig bygningsinspektør 1961-1975. Han var en af de mest produktive funktionalistiske arkitekter i efterkrigstiden.

## Uddannelse og karriere
Svenn Eske Kristensen blev tømrer- og snedkersvend 1924, dimittend fra Århus Tekniske Skole 1927, optaget på Kunstakademiet i juni 1929 og var elev her til 1933. Han fik Eckersberg Medaillen 1944 (for A/S Schous Fabriker) og Knud V. Engelhardts Legat 1945, Zacharias Jacobsens Legat 1949, gulddiplom på triennalen i Milano 1957 (Esto-køkkenet sammen med Edvard Heiberg og Bent Salicath), Foreningen til Hovedstadens Forskønnelses diplom 1963 (for Brøndby Rådhus), Stockholm Byggnadsförenings hæderspris 1964 og sølvmedalje fra Samfundet og Hjemmet for Vanføre 1974.
Han modtog Københavns Kommunes præmie for gode og smukke huse, 1937, 1939, 1941, 1945, 1949, 1955, 1959, 1963, 1969 og 1973, Lyngby-Taarbæk Kommunes præmie 1945, 1947, 1951, 1966 og 1967, Gentofte Kommunes 1948, 1955 og 1961, Gladsaxe Kommunes 1948, Frederiksberg Kommunes 1948, 1961, 1966 og 1967 samt Rødovre Kommunes 1958.
Kristensen var medarbejder hos Kay Fisker 1932-1944 (og C.F. Møller, 1938-40), som han også senere samarbejdede med, og havde tillige selvstændig virksomhed fra 1932. Kristensen var lærer ved Kunstakademiet fra 1935 til 1955 og leder af Akademisk Arkitektforenings Konkurrenceudvalg fra 1947, kunstnerisk konsulent for Carlsberg Bryggerierne A/S fra 1959, kgl. bygningsinspektør 1961, næstformand i Danske Arkitekters Landsforbund 1952-1958, formand for Det danske moduludvalg 1953, medlem af samt formand for Dansk Standardiseringsråds Fagråd for Byggeri 1961-1976, formand for Nordisk Modulkomité 1963 og for Nordisk Byggedag 1961-1978 og medlem af adskillige af statens råd og kommissioner. Han var Ridder af Dannebrog af 1. grad.
Eske Kristensen var en af de flittigste arkitekter i efterkrigstiden, og han fik især ydet en indsats inden for det normale boligbyggeri og det mindre industribyggeri. Allerede på Kunstakademiet blev han medarbejder hos professor Kay Fisker og optaget af Le Corbusiers ideer om boligbebyggelse som punkthuse eller fritliggende blokke, der omsluttes af omkringliggende grønne arealer. Disse ideer fik Kristensen i høj grad afprøvet gennem arbejdet med planlægning og bebyggelse af nye store boligområder i Københavns forstæder, hvor kollektiver, institutioner, butikker, række- eller kædehuse skulle integreres i et hele. Han eksperimenterede med 1930'ernes altan/karnap-hus i forlængelse af Fiskers banebrydende værker.
Hans arbejder repræsenterer en nøgtern, moderne murstens- og betonarkitektur med enkle husformer og klare typeplaner, omsorgsfuldt gennemarbejdet i konstruktiv henseende. Hans bygninger er ikke stærkt nuancerede, men virker ved en forenklet formgivning og de kraftige farvekontraster mellem murflader og træværk.
Kristensen var optaget af boligsociale forhold, at sikre familiens trivsel, foretog boligundersøgelser og var modstander af, at der blev bygget for trange lejligheder. Han arbejdede ivrigt for at billiggøre boligbyggeriet og blev foregangsmand for byggeriets industrialisering ved at gøre brug af præfabrikerede plader, moduler og elementsektioner som badeværelser og køkkener, men han tabte aldrig den håndværksmæssige kvalitet af syne. Hans mange boligbyggerier står som noget af det bedste af velfærdssamfundets arkitektur i perioden fra før det monotone modulbyggeri tog overhånd og blev mødt med kritik i 1970'erne.
Han var samtidig en arkitekt, der havde stor indføling med konteksten, og mange af hans bygninger fremhæves som eksempler på, hvorledes et moderne hus kan indpasses i en ældre husrække uden at forfalde til pastiche (f.eks. Balticas tidligere hus i Bredgade).
Også inden for fabriksbyggeriet var Kristensen stringent og innovativ. Tappehallen på Carlsberg blev udformet fantasifuldt med endemuren aftrappet og med plads til hængende haver, der blev fredet i 2009. Ved Holmegaard Glasværk i Fensmark kan fabrikationsprocessen aflæses ved bygningens skiftevis konvekse og konkave former. Som kongelig bygningsinspektør kom Kristensen til at stå for mere monumentalt byggeri som ministerialbygningen på Slotsholmen, kaldet Tjæreborg, der på trods af sit udsøgte håndværksarbejde i kobber og lave skala vakte stor opstandelse i 1960'erne, og de nye gymnasier i Københavns udkant. Hans engagement i udbredelsen af et rationelt fabriks- og boligbyggeri gjorde det naturligt, at han påtog sig en lang række tillidshverv, ligesom han var en produktiv foredragsholder og debattør. Han døde efter et langt liv i 2000, og fem år efter udkom der et lille hæfte om hans sommerhus Esken i Kårup vest for Fårevejle Kirkeby, hvor hans veludviklede æstetiske sans kan bevidnes i kompakt form.

## Udstillinger
- Charlottenborg Forårsudstilling 1943-49, 1952, 1957, 1959, 1962, 1964, 1968, 1970, 1972, 1976, 1978, 1981, 1984, 1987, 1990
- Dansk-svensk udstilling, Stockholm 1942
- L'art danois contemporain, Musée de Lyon 1953
- Triennalen, Milano 1957

## Værker
- Boligbebyggelsen Grønnehavegaard, Godthåbsvej 131-137, Stockflethsvej 39, Grøndalsvej 8-10, Frederiksberg (1934, sammen med Mogens Meyling)
- Boligbebyggelse, Vanløse Allé 30-36, Vanløse (1935, sammen med Mogens Meyling)[1]
- Boligbebyggelsen Breidablik, Sorgenfri (1936, sammen med Mogens Meyling)
- Villa, Teglgårdsvej 45, Charlottenlund (1934)
- Villa, Hagbardvej 19, Sundbyøster (1936, præmieret)
- Industribebyggelse for Globus Cyklefabrik, Glostrup (1938)
- Villa, Begoniavej 3, Gentofte (1938)
- Villa, Liden Gunversvej 18, Sundbyøster (1939, præmieret)
- Villa, Lundely 12, Hellerup (1939)
- Villa, Vespervej 27, Hellerup (1939, vinduer ændret)
- Boligbebyggelsen Tritonerne, Åbakkevej 19-29 (1939)
- Griffenfeldsgade 37-39, København (1939, sammen med Kay Fisker og C.F. Møller, præmieret)
- Stefansgården, Humlebæksgade/Nivågade, København (1939-42, sammen med Kay Fisker, vinduer ændret)
- Hillerødholm, Hillerød (1941, sammen med Kay Fisker)
- Hotel Christian IV (1942-43, sammen med Kay Fisker)
- Dobbelthus, Løvetandsvej 23, Husum (1943, præmieret)
- Boligbebyggelsen Dronningegården, Dronningens Tværgade 23-35/Borgergade 15 og Christiansgården, Dronningens Tværgade 37-45, København (1943, sammen med Kay Fisker, fredet)
- A/S Schous Fabrikker og Ravnholm Strømpefabrik, Ravnholm (1942-56, Eckersberg Medaillen)
- A/S Fuurstrøm Fajanceværk, Ravnholm (1943-44)
- Rækkehusbebyggelse i Dyssegård, Eskeager, Langengen, Almindingen samt lige numre på Sønderengen (del af Ny Søndergård) (1943-1953, sammen med Kay Fisker)
- Kædehuse ved Brøndbyvestervej, Brøndby (1943)
- Fabriksanlæg for J.C. Modeweg & Søn, Brede (1943)
- Villa, Kulsviervej, Kongens Lyngby (1944 og 1968, præmieret)
- 55 rækkehuse, Vangedevej, Vangede (1944, sammen med Kay Fisker)
- 19 kædehuse, Skjoldagervej 13-31, Gentofte (1944, præmieret)
- Villa, Troels Lunds Vej 32, Frederiksberg (1944, præmieret)
- Dobbelthus, Løvetandsvej 26 (1944, præmieret)
- Ombygning for Julius Kopp, Amagertorv 21-25 (1944-46)
- Villaen Kulsvierhuset ved Ravnholm (1945, præmieret)
- DBK tribunebygning, Cykelbanen, Ordrup (1946, 1. præmie, nedrevet)
- Spædbørnshjem, Ravnholm (1946)
- Boligbebyggelsen Lyngby Søpark, Agnetevej/Sofievej/Rønne Allé, Kongens Lyngby (1946, præmieret)
- Boligbebyggelser, Vangedevej 219-225 og Eskeager 1-7, Vangede (1946, sammen med Kay Fisker, vinduer ændret)
- Maskinsnedker Johs. Madsen & Søn, Gladsaxevej 315, Gladsaxe (1946-47, præmieret)
- TO-R Radio, Slotsherrensvej 111-13 (1946-47, præmieret)
- C.W. Messerschmidt, Stolpegårdsvej 105 (1946-47, præmieret)
- Boligbebyggelserne Herlev Byvænge, Herlev Hovedgade 142-58 og Herlev Bygård, Herlev Hovedgade 36-40, Herlev (begge 1946-48)
- Ørevad Fabrikkerne, Ørholm (1946-49)
- Tribune og dommertårn, Århus Cykelbane (1947, 1. præmie)
- Ombygning for Cornelius Knudsen, Købmagergade 15 (1947-48)
- Domus Optica, Købmagergade 15, København (1946-48, præmieret)
- Boligbebyggelsen Solparken, Lyngbygårdsvej, Kongens Lyngby (1950, præmieret)
- Bornholms Låne- og Sparekasse, Rønne (1950, 1. præmie)
- Boligbebyggelsen Bredalsparken I, II og III, Hvidovre, (1950-52)
- Boligbebyggelsen Hvidovrebo VII, 107 rækkehuse og institutioner, Engstrands Allé, Hvidovre (1952)
- Boligbebyggelsen Hvidovrebo VI, ved Strandmarksvej (1953)
- Boligbebyggelsen Store Taffelbay, Strandvejen/Phistersvej, Hellerup (1953-54, præmieret)
- Eget sommerhus Esken, Vindekilde Strandvej 41, Fårevejle (1954, ejes nu af Realea)
- Domicil for Baltica, nu Forsknings- og Innovationsstyrelsen, Bredgade 40, København (1954-57, præmieret)
- Boligbebyggelsen Baldersbo IV, Ballerup (1954)
- Boligbebyggelse med punkthuse, Bellahøj (1954, præmieret)
- Boligbebyggelsen Kongegården, Adelgade, København (1955, sammen med Kay Fisker)
- Boligbebyggelsen Milestedet, Roskildevej (1955-57, præmieret)
- Skolehjem på øen Zakynthos, Grækenland (1955-57, 1. præmie)
- Adventistkirke, Nærum (1957)
- Brøndby Rådhus, Brøndby (1957-74)
- Grenhusene, 158 huse og kollektiver, Hvidovre (1958)
- Bolig- og forretningsbebyggelsen Øbrohus, Jagtvej/Reersøgade, København (1958-60, præmieret)
- Centralbiblioteket Fixhuset, Næstved (1960)
- Boligbebyggelsen Marienlystvej/Bendzvej (1960, præmieret)
- Boligbebyggelsen Borgergården, Adelgade/Borgergade (1960, sammen med Thorvald Dreyer)
- Rækkehusbebyggelse, Tranegårdsvej 7A-13B, Hellerup (1960-61)
- Biograf-, kontor-, butik- og boligbebyggelsen Rialto med Rialto Teatret, Smallegade 2, Frederiksberg (1960-64, præmieret)
- Boligbebyggelsen Mølleåparken, Brede (1960-75)
- Adventistkirke, Roskilde (1961)
- Ministerialbygning, pt. Fødevareministeriet, kaldet "Tjæreborg", Slotsholmsgade 12, København (1961-68, sammen med Thomas Havning)
- Bolig-, forretningsbebyggelse og institution, Rustenborg, Kongens Lyngby (1963, præmieret)
- 77 huse ved Uppsala, Sverige (1963, 1. præmie)
- Bygsilo og malteri, Carlsberg Bryggerierne, Valby (1966)
- Udvidelse af aftapningshal med "De hængende Haver", Carlsberg (1967-69, sammen med B. Højlund Rasmussen, ingeniører, præmieret, haven fredet 2009)
- Laboratoriebygninger m.m., Danmarks Lærerhøjskole, nu Danmarks Pædagogiske Universitet, Emdrup (1968, præmieret)
- Lagerkælder 3, Carlsberg (1969, sammen med B. Højlund Rasmussen, ingeniører, fredet 2009)
- Statens skole for døve, Kastelsvej, København (1969-72)
- Udvidelse af Amagerbanken, Amagerbrogade 23-24 (1969-72)
- Vestre Borgerdyd Gymnasium, København (1970)
- Erhvervsejendom, nu Ministeriet for Videnskab, Teknologi og Udvikling, Bredgade 43, København (1970)
- WHOs regionalcenter, Scherfigsvej 8, København (1970-72)
- Holmegaard Glasværk, Fensmark (1971)
- Boligbebyggelsen Stjernen, Nordre Fasanvej/Mariendalsvej/Kong Georgs Vej/Dronning Olgas Vej, Frederiksberg (1974, siden helt ombygget)
- Boligbebyggelse og institution Ørbygård, Rødovre (1976)
- Nordisk Elektricitets Selskabs fabrikker

## Projekter
- Alderdomshjem i Gentofte (2. præmie 1938)
- Landbrugskonkurrence om husmandsbrug (1. præmie 1939) og om middelstore landbrug (2. præmie 1938)

### Skriftlige arbejder
- Døre og Vinduer, 1945.
- Planlægning af køkkener i etagehuse, 1950 (med Edvard Heiberg og Bent Salicath)
- Strejftog, et liv i byggeriets tjeneste, 1976 (heri fortegnelse over alle Kristensens byggerier)
- Glimt fra mit liv 1905-1983, 1983 (heri fortegnelse over Kristensens foredrag, artikler og livsløb)
- Boligindretning for bevægelseshæmmede, råd og anvisninger, Boligministeriet 1981.